# 張善良
張善良（1960年7月29日—）是一名台灣裔美國商人與開發商。

## 早期生活
張善良出生於臺灣臺北市。他在高中時輟學，幫助父母管理一家洛杉磯的酒店。在成為紐約市的開發商之前，張善良在馬里蘭州巴爾的摩的郊區經營酒店和餐館。他的第一個於紐約的專案是在1997年。

## 商業生涯
張善良是麥克薩姆酒店集團（McSam Hotel Group）的總裁，也是紐約市最大的酒店開發商之一。他的公司已經在紐約市的五個行政區完成25家酒店，並提出至少50家的目標。他目前為各種全國性連鎖酒店開發了4000個房間。他是首位在曼哈頓建造高層酒店的亞裔美國人。
張善良的許多酒店是由紐約建築師基恩·考夫曼（Gene Kaufman）和麥可·康（Michael Kang）所設計，Tritel建築公司（他是該公司50%的合夥人）負責大部分的施工。
由於張善良在曼哈頓與康乃狄克州開發的多個希爾頓物業，他被希爾頓酒店評為2007年的年度最佳開發商。
張善良在川普娛樂度假村持有7.5%的股份。